# Janovice u Trutnova
Janovice u Trutnova – stacja kolejowa w Janovicach, w kraju hradeckim, w Czechach. Znajduje się na wysokości 565 m n.p.m.
Jest zarządzana przez Správę železnic. Na stacji nie ma możliwości zakupu biletów, a obsługa podróżnych odbywa się w pociągu.

## Linie kolejowe
- 047 Trutnov - Teplice nad Metují